# Azoyú
Azoyú, é um município do estado de Guerrero, no México. O nome tem origem na língua náhuatl e significa "lugar onde a água se converte em lodo".